# Jaculina parallelata
Jaculina parallelata is een mosdiertjessoort uit de familie van de Jaculinidae. De wetenschappelijke naam van de soort is, als Palmicellaria parallelata, voor het eerst geldig gepubliceerd in 1895 door Waters.